# Царічкова Діана Борисівна
Царічкова Діана Борисівна (27 березня 1939 ) — український зоолог, ентомолог, доцент біолоігчного факультету Київського університету. Співавторка трьох підручників з зоології.

## Біографія
У 1961 році закінчила біологічний факультет Київського державного університету. У 1961—1965 роках навчалася в заочній аспірантурі, паралельно була молодшим науковим співробітником лабораторії арахноентомології. У 1964—1975 роках працювала асистентом кафедри зоології, надалі в 1975—2000 роках була доцентом кафедри зоології безхребетних (з 1985 року — кафедри зоології).
У 1968 році захистила дисертацію кандидата біологічних наук на тему «Жирове тіло комарів роду Aedes у зв'язку з харчуванням та дозріванням статевих продуктів» (рос. Жировое тело комаров рода Aedes в связи с питанием и созреванием половых продуктов)
Розробила та викладала навчальні курси «Регуляторні механізми міжтваринних стосунків», «Сенсорні системи безхребетних», «Порівняльна анатомія безхребетних», «Порівняльна фізіологія безхребетних», а також вела семінарські заняття з загального курсу зоології безхребетних.

## Наукова діяльність
Досліджувала гістофізіологію та патологію комах.

## Наукові публікації
Авторка близько 60 наукових праць.
Є співавторкою тритомного підручника «Зоологія безхребетних» разом з Галиною Щербак та Юрієм Вервесом (1995—1997), а також однойменного підручника 2008 року. Також створила навчальний посібник «Физиология нервной системы и органов чувств насекомых».

### Важливі публікації
- Коваль, В. П., Царичкова, Д. Б. (1964). До вивчення риб Чорного моря. Наук, зап. Киів. пед. ін-ту, 141—146.
- Дашкина, Н. Г., & Царичкова, Д. Б. (1965). Копуляция некоторых видов комаре рода Aedes в условиях лаборатории. Мед. паразитол. и паразитарн. бол, 34(2).
- Царичкова, Д. Б. (1966). Влияние личиночного питания на развитие жирового тела у комаров роду Aedes. Вісн. Київського ун-ту. Сер. біол, (8), 146—150.
- Царичкова, Д. Б., & Карпенко, Л. В. (1977). Динамика резервов жирового тела в онтогенезе комаров рода Aedes Meigen и синантропных мух (Diptera). Энтомол. обозр, 56(2), 271—277.
- Царичкова, Д. Б. Физиология нервной системы и органов чувств насекомых: Учеб. пособие. — Киев: Вища школа. Изд-во при Киев. ун-те, 1978. — 48 с.
- Щербак, Г. Й.; Царичкова, Д. Б.; Вервес, Ю. Г. (1995-1997), Зоологія безхребетних: Підручник у 3 кн., К.: Либідь
- Г. Й. Щербак, Д. Б. Царічкова. Зоологія безхребетних: підручник для біол. спец. вищих навч. закл. / ; за ред. В. В. Серебрякова ; Київський нац. ун-т ім. Тараса Шевченка. — Київ: ВПЦ «Київський університет», 2008. — 640 с. — ISBN 978-966-439-075-7

## Нагороди
Нагороджена грамотою Міністерства вищої освіти УРСР та медаллю «Ветеран праці».